# Leptotes borealis
Leptotes borealis är en fjärilsart som beskrevs av Emilio Ureta 1949. Leptotes borealis ingår i släktet Leptotes och familjen juvelvingar. Inga underarter finns listade i Catalogue of Life.